# 우주 엘리베이터

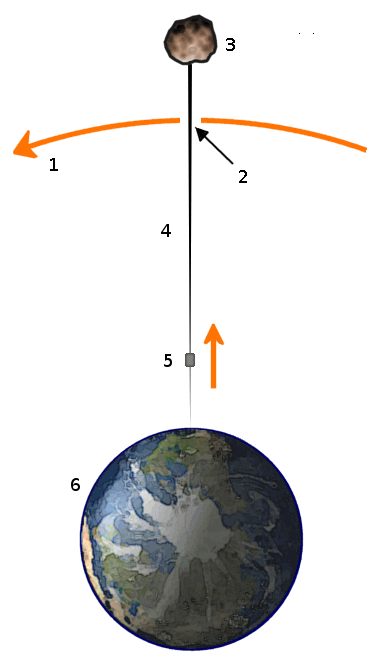
우주 엘리베이터의 개념도. 1) 정지 궤도 2) 엘리베이터의 무게중심 3) 무게추 4) 케이블 5) 엘리베이터 6) 지구

우주 엘리베이터(space elevator,宇宙elevator)는 지구의 표면과 정지 궤도에 건설한 우주 기지를 케이블로 연결하여 물자나 사람 따위를 수송할 수 있게 만든 엘리베이터. 1895년 러시아의 콘스탄틴 치올콥스키가 처음으로 구상하였으며, 최근에는 탄소 나노 튜브와 같은 고강도 소재의 개발로 건설 가능성이 점차 높아지고 있다. 이러한 우주 엘리베이터의 아이디어는 우주로 물체를 발사하는 방식의 한 방법으로 구상된 것이다. 궤도 엘리베이터(orbital elevator)라고도 한다. 
지구의 정지 궤도 상에 거대한 인공위성을 띄우고, 지표면에서 그 위성까지 케이블을 연결해서 엘리베이터와 같은 방식으로 우주에 물건을 운송하자는 아이디어이다.

## 최초의 우주 엘리베이터
우주 엘리베이터의 개념은 우주 비행의 아버지라 불리는 치올콥스키가 에펠탑에서 영감을 얻어 생각해냈고, 아서 C. 클라크의 소설 낙원의 샘에서 다뤄졌다. 낙원의 샘에서는 궤도 엘리베이터에 대한 어지간한 개념을 전부 풀어놓고 있다. 최초의 우주 엘리베이터 디자인은 2003년 11월 미국에서 열린 제2차 우주 엘리베이터 컨퍼런스에서 미국 과학연구협회(ISR)의 책임연구원 브래들리 에드워드 박사가 제안한 것임.
- 로켓 방식은 1kg당 2천만원 ~ 3천만원의 비용이 든다.
- 우주 엘리베이터는 1kg당 20만원 ~ 30만원의 비용이 든다.

## 같이 보기
- 스타트램